# Illice intacta
Illice intacta là một loài bướm đêm thuộc phân họ Arctiinae, họ Erebidae.